# A Ciberíada
A Ciberiada (em polonês/polaco:  Cyberiada) é um conjunto de contos do escritor polonês Stanisław Lem. A edição polonesa foi publicada pela primeira vez em 1965, uma tradução em inglês foi realizada em 1974. Os protagonistas dos contos são Trurl e Klapaucius, os "construtores".
A maioria dos personagens são robôs ou máquinas inteligentes. As histórias tem como temas os problemas do indivíduo e da sociedade, bem como a busca da felicidade por meio da tecnologia. Dois desses contos foram incluídos no livro The Mind's I.

## Trurl e Klapaucius
Trurl e Klapaucius são brilhantes engenheiros (robóticos), chamados "construtores" (eles conseguem construir praticamente qualquer coisa), são capazes de  realizações extraordinárias. Por exemplo, em uma ocasião Trurl cria uma entidade capaz de extrair informação precisa a partir do movimento aleatório de partículas de gás, a qual ele denomina de um "Demônio de Segunda Natureza". Ele descreve o "Demônio de Primeira Natureza" como um Demônio de Maxwell. Em outra, os construtores reorganizam as estrelas próximas ao seu planeta para realizar anúncios publicitários.
Os construtores são amigos e rivais. Quando não estão em casa ocupados com mecanismos revolucionários, viajam pelo universo, auxiliando àqueles em necessidade.  Uma vez que os personagens são definidos como benevolentes e justos, recebem por seus serviços grandes recompensas, sem remorsos. Se as promessas de recompensas são quebradas, os construtores procuram punir os trapaceiros.

## O mundo e seus habitantes
O universo da Ciberíada se aproxima do Medieval. Existent reinos, cavaleiros, princesas e até dragões. Os robôs são normalmente antropomórficos, ao ponto de serem divididos em sexo masculino e feminino.  Romance e casamentos ocorrem. Limitações físicas e mentais, velhice e morte, particularmente em caso de acidentes, são também comuns, embora uma linguagem técnica seja usada para descrever esses fenômenos. A morte é teoricamente evitável (por meio de restauração) e algumas vezes até reversível.
De fato, o professor de Trurl e Klapaucius, mestre Cerebron, é falecido, porém pode ser reanimado a partir de sua sepultura. O nível de tecnologia da maioria dos habitantes apresenta diversos elementos medievais, como espadas, corcéis robóticos e cadafalsos. Estes coexistem com viagens espaciais, tecnologias extremamente avançadas criadas pelos Construtores e armas e dispositivos futurísticos mencionados ocasionalmente.  Existe até mesmo uma civilização que atingiu o "MNDP" – Máximo Nível de Desenvolvimento Possível.

## Romances
Algumas histórias são paródias de novelas românticas sobre cavaleiros, com elementos mais profundos de psicologia e dinâmica social sob uma fachada de caricaturas e fanfarronice. Três delas foram publicadas em uma coleção anterior, Fables for Robots.

## Tecnologia e os Construtores
A maioria das histórias envolvem Trurl e Klapaucius usando tecnologias extraordinárias para ajudar os habitantes de planetas medievais, normalmente envolvendo a derrubada de tiranos. 

## Busca pela felicidade e a sociedade ideal
O autor Lem tinha muito interesse no tema da natureza de uma sociedade ideal: o que pode ser observado nas suas obras Peace on Earth, The Futurological Congress e Observation on the Spot.

## Adaptações
Em 1970, Krzysztof Meyer compôs a Cyberiada – uma ópera com libreto próprio com base em contos selecionados. O jogo de simulação SimCity inspirou-se na obra The Seventh Sally.

## Publicações
- Lem, Stanisław (1975). The Cyberiad – fables for the cybernetic age (em inglês). Tradução de Michael Kandel. Reino Unido: Secker and Warburg. ISBN 0436244209
- Lem, Stanisław (1985). The Cyberiad (em inglês). Tradução de Michael Kandel. Estados Unidos: Harcourt, Brace & Company. ISBN 0-15-623550-1